# Elsa Gramcko
Elsa Gramcko (9 tháng 4 năm 1925, Puerto Cabello - 1994, Caracas) là một nhà điêu khắc và họa sĩ trừu tượng người Venezuela. Các tác phẩm trước đây của cô, xuất hiện từ năm 1954, là những bức tranh hình học, trong khi các tác phẩm sau đó của bà có nhiều nét tự nhiên hơn. Trong khi các tác phẩm trước đây của bà chủ yếu là tranh vẽ, bà đã mở rộng sang điêu khắc và lắp ráp vào những năm 1960 và 70.
Năm 1959, Jose Gómez Sicre quản lý buổi trình diễn cá nhân đầu tiên của bà tại Bảo tàng Nghệ thuật Châu Mỹ ở Washington DC bà đại diện cho Venezuela trong Biên niên ký Nghệ thuật São Paulo năm 1959 và tại Venice Biennale năm 1964. Năm 1968, bà được trao Giải thưởng Nghệ thuật Quốc gia tại Salon Chính thức của Nghệ thuật Venezuela và năm 1966, bà trở thành người phụ nữ đầu tiên nhận được giải thưởng đầu tiên tại Salon D'Empaire được tổ chức tại Maracaibo, bang Zulia, Venezuela. Công việc của bà được tổ chức trong các bộ sưu tập tư nhân và công cộng khác nhau trên khắp châu Mỹ Latinh và trên toàn thế giới. Ida Gramcko, chị của cô, là một nhà tiểu luận và nhà thơ.